# Кыргыз-Кыштак
Кыргыз-Кыштак (кирг. Кыргыз-Кыштак) — село в Кадамжайском районе Баткенской области Кыргызстана. Входит в состав айылного аймака Молдо Нияз.

## География
Село расположено в восточной части области, на берегу Сох-Шахимарданского канала, вблизи государственной границы с Узбекистаном, на расстоянии приблизительно 36 километров (по прямой) к северо-западу от города Кадамжай, административного центра района. Абсолютная высота — 504 метра над уровнем моря.

## Население
Согласно оценочным данным Национального статистического комитета Кыргызской Республики, численность населения села на начало 2023 года составляла 5991 человек.
| год     | 2009 | 2014 | 2015 | 2020 | 2021 | 2023 |
| ------- | ---- | ---- | ---- | ---- | ---- | ---- |
| человек | 3724 | 4261 | 5286 | 5737 | 5809 | 5991 |